# Negligence (Band)
Negligence ist eine slowenische Thrash-Metal-Band aus Ljubljana, die im Jahr 2000 gegründet wurde.

## Geschichte
Die Band wurde im Jahr 2000 von den Gitarristen Dyz und Jey Master gegründet. Nachdem ein Demo veröffentlicht worden war, kamen Bassist Lipnik und Schlagzeuger Ruzz zur Band. Es folgten die ersten Konzerte, wobei die Gruppe aus vier Mitgliedern bestand und noch keinen Sänger hatte, bis im Jahr 2003 Lenz als Sänger hinzu kam. Bis zum Jahr 2005 veröffentlichte die Band in dieser Besetzung drei Demos. Außerdem hielt die Band eine nationale Tour ab, wobei sie auch das Metal Camp eröffnete. Im Jahr 2005 verließ Lenz die Band wieder und wurde durch den 15-jährigen Alex ersetzt. Daraufhin begab sich die Gruppe ins Studio und veröffentlichte im Jahr 2007 das Debütalbum Options of a Trapped Mind. Danach folgten Auftritte zusammen mit Exodus, Forbidden, Heathen, Sadus und Death Angel. Danach begab sich die Band ins Studio, um ihr zweites Album aufzunehmen. Während das Album abgemischt worden war, verließ Gitarrist Dyz die Band. Zudem erreichte die Band einen Vertrag bei Metal Blade Records und war die erste Band vom Balkan, die einen Vertrag  bei diesem Label unterschrieb. Als neuer Gitarrist kam Aljo zur Besetzung. Das Album Coordinates of Confusion erschien im Herbst 2010 über Metal Blade Records. Der Veröffentlichung folgten diverse Auftritte, darunter auch Konzerte zusammen mit Artillery in Polen.

## Stil
Die Band spielt Thrash Metal, der zwischen der Musik von Bands wie Metallica und Testament einzuordnen ist.

## Diskografie
- 2004: Demo (Demo, Eigenveröffentlichung)
- 2004: Demo II (Demo, Eigenveröffentlichung)
- 2005: Demo III (Demo, Eigenveröffentlichung)
- 2007: Options of a Trapped Mind (Album, Eigenveröffentlichung)
- 2010: Coordinates of Confusion (Album, Metal Blade Records)